# Coccophagus aterrimus
Coccophagus aterrimus är en stekelart som beskrevs av Vikberg 1966. Coccophagus aterrimus ingår i släktet Coccophagus och familjen växtlussteklar. Inga underarter finns listade i Catalogue of Life.